# Südasienspiele 2016/Leichtathletik
Die Leichtathletik-Wettbewerbe der Südasienspiele 2016 fanden vom 9. bis zum 12. Februar im Indira Gandhi Athletic Stadium in Guwahati im nordindischen Bundesstaat Assam statt. Die Wettbewerbe waren in vier Abschnitte unterteilt: Laufwettbewerbe, Sprung- und Wurfwettbewerbe, Straßenrennen und Gehen.

## Ergebnisse Männer

### 100 m
| Platz | Athlet          | Land | Zeit (s) |
| ----- | --------------- | ---- | -------- |
| 1     | Himasha Eashan  | LKA  | 10,28 GR |
| 2     | Hassan Saaid    | MDV  | 10,41    |
| 3     | Mohamed Ashrafu | LKA  | 10,69    |
| 4     | Masbah Ahmmed   | BAN  | 10,82    |
| 5     | Liaqat Ali      | PAK  | 10,83    |
| 6     | Zagham Iqbal    | PAK  | 10,86    |
| 7     | Gaurav Kumar    | IND  | 10,96    |
| 8     | Yam Sajan Sunar | NEP  | 11,01    |

9. Februar
Wind: −0,2 m/s

### 200 m
| Platz | Athlet            | Land | Zeit (s) |
| ----- | ----------------- | ---- | -------- |
| 1     | Vinoj De Silva    | LKA  | 21,00    |
| 2     | Hassan Saaid      | MDV  | 21,15    |
| 3     | Liaqat Ali        | PAK  | 21,53    |
| 4     | A. M. R. Rajaskan | LKA  | 21,56    |
| 5     | Vidya Sagar       | IND  | 21,61    |
| 6     | Abid Ali          | PAK  | 21,84    |
| 7     | Yam Sajan Sunar   | NEP  | 22,31    |
| 8     | Adithya Vardan    | IND  | 22,43    |

11. Februar
Wind: +0,2 m/s

### 400 m
| Platz | Athlet              | Land | Zeit (s) |
| ----- | ------------------- | ---- | -------- |
| 1     | Arokia Rajiv        | IND  | 46,23    |
| 2     | Kunhu Muhammed      | IND  | 46,73    |
| 3     | Dilip Ruwan         | LKA  | 47,30    |
| 4     | Asad Iqbal          | PAK  | 47,42    |
| 5     | Mehboob Ali         | PAK  | 47,72    |
| 6     | Ajith Premakumara   | LKA  | 47,80    |
| 7     | Rana Mohammed Masud | BAN  | 49,93    |
| 8     | Mohamed Naail       | MDV  | 50,58    |

9. Februar

### 800 m
| Platz | Athlet                   | Land | Zeit (min) |
| ----- | ------------------------ | ---- | ---------- |
| 1     | Indunil Herath           | LKA  | 1:51,46    |
| 2     | Muhammad Ikram           | PAK  | 1:51,86    |
| 3     | Ajay Kumar Saroj         | IND  | 1:52,04    |
| 4     | Hemantha Susantha Kumara | LKA  | 1:52,82    |
| 5     | P.R. Rahul               | IND  | 1:53,87    |
| 6     | Som Bahadur Kumal        | NEP  | 1:55,02    |
| 7     | Hasan Kamrul             | BAN  | 1:56,01    |
| 8     | Muhammad Ali             | PAK  | 1:56,84    |

10. Februar

### 1500 m
| Platz | Athlet                | Land | Zeit (min) |
| ----- | --------------------- | ---- | ---------- |
| 1     | Ajay Kumar Saroj      | IND  | 3:53,46    |
| 2     | R.A. Sajeewa Lakmal   | LKA  | 3:54,16    |
| 3     | Kumar Pal Rahul       | IND  | 3:55,07    |
| 4     | Muhammad Ikram        | PAK  | 3:56,25    |
| 5     | R.K.C.S. Somawardana  | LKA  | 4:00,82    |
| 6     | Muhammad Ali          | PAK  | 4:13,29    |
| 7     | Dahal Chhatra Bahadur | NEP  | 4:03,83    |

11. Februar

### 5000 m
| Platz | Athlet              | Land | Zeit (min)  |
| ----- | ------------------- | ---- | ----------- |
| 1     | Man Singh           | IND  | 14:02,04 GR |
| 2     | Suresh Kumar        | IND  | 14:02,70    |
| 3     | Hari Kumar Rimal    | NEP  | 14:32,18    |
| 4     | Ramiz Javed         | PAK  | 14:32,36    |
| 5     | R.M.Y.G.N. Bandara  | LKA  | 14:44,69    |
| 6     | Yaqout Mohd Karim   | AFG  | 16:17,54    |
| 7     | R.M.S. Pushpakumara | LKA  | DNF         |
| 8     | Safi Abdul Rahman   | AFG  | DNF         |

9. Februar

### 10.000 m
| Platz | Athlet             | Land | Zeit (min)  |
| ----- | ------------------ | ---- | ----------- |
| 1     | Thonakal Gopi      | IND  | 29:10,53 GR |
| 2     | Suresh Kumar       | IND  | 29:20,49    |
| 3     | Lionel Samarajeewa | LKA  | 30:22,54    |
| 4     | Ramiz Javed        | PAK  | 30:54,29    |
| 5     | K.G.R Saman Kumara | LKA  | 31:00,81    |
| 6     | Gopi Chandra Parki | NEP  | 31:29,62    |

10. Februar

### Marathon
| Platz | Athlet                 | Land | Zeit (h) |
| ----- | ---------------------- | ---- | -------- |
| 1     | Nitendra Singh Rawat   | IND  | 2:15:18  |
| 2     | Anuradha Cooray        | LKA  | 2:15:19  |
| 3     | Kheta Ram              | IND  | 2:21:14  |
| 4     | Amila Kumara           | LKA  | 2:23:00  |
| 5     | Bhumiraj Rai           | NEP  | 2:32:21  |
| 6     | Krishna Bahadur Basnet | NEP  | 2:39:56  |
| 7     | Kinley Gyeltshen       | BHU  | 2:59:05  |
| 8     | Mohammad Karim Yaqout  | AFG  | 3:01:13  |

12. Februar

### 110 m Hürden
| Platz | Athlet               | Land | Zeit (s) |
| ----- | -------------------- | ---- | -------- |
| 1     | Jayakumar Surendhar  | IND  | 14,13    |
| 2     | Kuppusamy Prem Kumar | IND  | 14,18    |
| 3     | Mohsin Ali           | PAK  | 14,26    |
| 4     | K.P.H. Nirmal        | LKA  | 14,29    |
| 5     | Muhammad Nawaz       | PAK  | 14,50    |
| 6     | Salinda Randeewa     | LKA  | 14,55    |
| 7     | Masum Khan           | BAN  | 14,64    |
| 8     | Mozibur Rahman       | BAN  | 15,20    |

10. Februar

### 400 m Hürden
| Platz | Athlet                    | Land | Zeit (s) |
| ----- | ------------------------- | ---- | -------- |
| 1     | Ayyasamy Dharun           | IND  | 50,54    |
| 2     | Jithin Paul               | IND  | 50,57    |
| 3     | Mehboob Ali               | PAK  | 52,04    |
| 4     | Nokar Hussain             | PAK  | 52,10    |
| 5     | S.M. Aravinda Chathuranga | LKA  | 54,93    |
| 6     | N.H.E.C.R. Senevirathne   | LKA  | 54,16    |
| 7     | Hossain Alamgir           | BAN  | DNS      |

11. Februar

### 4 × 100 m Staffel
| Platz | Land        | Athleten                                                        | Zeit (s) |
| ----- | ----------- | --------------------------------------------------------------- | -------- |
| 1     | Sri Lanka   | Himasha Eashan Mohamed Ashrafu Vinoj De Silva Shehan Abeypitiya | 39,96    |
| 2     | Pakistan    | Abid Ali Umar Khayam Hameed Zagham Iqbal Liaqat Ali             | 40,56    |
| 3     | Indien      | Gaurav Kumar Vidya Sagar                                        | 41,09    |
| 4     | Malediven   |                                                                 | 41,21    |
| 5     | Bangladesch |                                                                 | 41,33    |
| 6     | Afghanistan |                                                                 | 44,87    |

10. Februar

### 4 × 400 m Staffel
| Platz | Land        | Athleten                                                                            | Zeit (min) |
| ----- | ----------- | ----------------------------------------------------------------------------------- | ---------- |
| 1     | Indien      | Kunhu Muhammed Muhammed Anas Ayyasamy Dharun Arokia Rajiv                           | 3:06,74    |
| 2     | Sri Lanka   | Dilip Ruwan Kalinga Kumarage Ajith Premakumara Kasun Kalhar Senevirathne            | 3:07,59    |
| 3     | Pakistan    | Nokar Hussain Muhammad Ikram Mehboob Ali Asad Iqbal                                 | 3:14,82    |
| 4     | Bangladesch | Mohammed Abu Taleb Mohammed Masud Rana Mohammed Saiful Ismail Mohammad Jahir Rayhan | 3:15,50    |
| 5     | Nepal       |                                                                                     | 3:21,25    |
| 6     | Malediven   |                                                                                     | 3:23,87    |

11. Februar

### Hochsprung
| Platz | Athlet           | Land | Höhe (m) |
| ----- | ---------------- | ---- | -------- |
| 1     | Manjula Kumara   | LKA  | 2,17     |
| 2     | Tejaswin Shankar | IND  | 2,17     |
| 3     | Ajay Kumar       | IND  | 2,08     |
| 4     | Mahfuzur Rahman  | BAN  | 2,00     |
| 4     | Kasun Pathirana  | LKA  | 2,00     |

9. Februar

### Stabhochsprung
| Platz | Athlet            | Land | Höhe (m) |
| ----- | ----------------- | ---- | -------- |
| 1     | Ishara Sandaruwan | LKA  | 4,90 GR  |
| 2     | Sonu Saini        | IND  | 4,80     |
| 3     | Rehan Anjum       | PAK  | 4,60     |
| 4     | A.C. Fernando     | LKA  | 4,30     |
|       | Anuj .            | IND  | NM       |

10. Februar

### Weitsprung
| Platz | Athlet                   | Land | Weite (m) |
| ----- | ------------------------ | ---- | --------- |
| 1     | Ankit Sharma             | IND  | 7,89 GR   |
| 2     | Kumaravel Premkumar      | IND  | 7,62      |
| 3     | Amila Jayasiri           | LKA  | 7,46      |
| 4     | Liyana Pathiranage       | LKA  | 7,27      |
| 5     | Mohamed Ali Amin         | BAN  | 7,24      |
| 6     | Mohamed Ismail Hossain   | BAN  | 7,20      |
| 7     | Muhammad Adnan Jahangeer | PAK  | 7,19      |

10. Februar

### Dreisprung
| Platz | Athlet                 | Land | Weite (m) |
| ----- | ---------------------- | ---- | --------- |
| 1     | Renjith Maheswary      | IND  | 16,45     |
| 2     | Jayakumar Surendhar    | IND  | 15,89     |
| 3     | Muhammad Afzal         | PAK  | 15,76     |
| 4     | T.A.D.N. Thilakarathne | LKA  | 15,56     |
| 5     | Eranda Dinesh Fernando | LKA  | 15,47     |
| 6     | Joshi Chandra          | NEP  | 13,96     |

11. Februar

### Kugelstoßen
| Platz | Athlet              | Land | Weite (m) |
| ----- | ------------------- | ---- | --------- |
| 1     | Om Prakash Karhana  | IND  | 18,45     |
| 2     | Jasdeep Singh       | IND  | 17,56     |
| 3     | Muhammad Waseem     | PAK  | 16,28     |
| 4     | Joy Danushka Perera | LKA  | 15,86     |

11. Februar

### Diskuswurf
| Platz | Athlet             | Land | Weite (m) |
| ----- | ------------------ | ---- | --------- |
| 1     | Arjun Kumar        | IND  | 57,21     |
| 2     | Kripal Singh Batth | IND  | 55,59     |
| 3     | U.P. Jayawardana   | LKA  | 53,52     |
| 4     | Shams Ul-Haq       | PAK  | 49,77     |

10. Februar

### Hammerwurf
| Platz | Athlet             | Land | Weite (m) |
| ----- | ------------------ | ---- | --------- |
| 1     | Neeraj Kumar       | IND  | 66,14     |
| 2     | Muhammad Shakeel   | PAK  | 63,37     |
| 3     | Alansan            | LKA  | 46,38     |
| 4     | M.R. Sisira Kumara | LKA  | 45,07     |

9. Februar

### Speerwurf
| Platz | Athlet              | Land | Weite (m)   |
| ----- | ------------------- | ---- | ----------- |
| 1     | Neeraj Chopra       | IND  | 82,23 GR NR |
| 2     | Sumeda Ranasinghe   | LKA  | 80,25       |
| 3     | Arshad Nadeem       | PAK  | 78,23       |
| 4     | Samarjeet Singh     | IND  | 75,39       |
| 5     | Sampath Ranasinghe  | LKA  | 72,66       |
| 6     | Md. Maniruzzaman    | BAN  | 60,15       |
| 7     | Shah Dhirendra Jung | NEP  | 56,66       |

10. Februar

## Ergebnisse Frauen

### 100 m
| Platz | Athletin              | Land | Zeit (s) |
| ----- | --------------------- | ---- | -------- |
| 1     | Rumeshika Rathnayake  | LKA  | 11,71    |
| 2     | Srabani Nanda         | IND  | 11,72    |
| 3     | Dutee Chand           | IND  | 11,75    |
| 4     | N.C.D. Priyadharshani | LKA  | 12,07    |
| 5     | Sohagi Akter          | BAN  | 12,37    |
| 6     | Shirin Akter          | BAN  | 12,43    |
| 7     | Maria Maratab         | PAK  | 12,97    |
| 8     | Krishna Chaudhary     | NEP  | 13,13    |

9. Februar
Wind: +0,5 m/s

### 200 m
| Platz | Athletin             | Land | Zeit (s) |
| ----- | -------------------- | ---- | -------- |
| 1     | Srabani Nanda        | IND  | 23,91    |
| 2     | Dutee Chand          | IND  | 24,14    |
| 3     | Rumeshika Rathnayake | LKA  | 24,17    |
| 4     | Nazra Aminath        | MDV  | 27,17    |
| 5     | Shohagi Akter        | BAN  | 27,87    |
| 6     | Sadia Bromand        | AFG  | 32,69    |

11. Februar
Wind: +0,2 m/s

### 400 m
| Platz | Athletin            | Land | Zeit (s) |
| ----- | ------------------- | ---- | -------- |
| 1     | M. R. Poovamma      | IND  | 54,10    |
| 2     | Chandrika Rasnayake | LKA  | 54,40    |
| 3     | Omaya Muthumala     | LKA  | 54,70    |
| 4     | Priyanka Pawar      | IND  | 56,5     |
| 5     | Dil Maya Karki      | NEP  | 59,9     |
| 6     | Most Ayasha Akter   | BAN  | 60,9     |
| 7     | Mirfath Ahmed       | MDV  | 61,2     |
|       | Samabia Noreen      | PAK  | 61,6     |

10. Februar

### 800 m
| Platz | Athletin              | Land | Zeit (min) |
| ----- | --------------------- | ---- | ---------- |
| 1     | Nimali Liyanarachchi  | LKA  | 2:09,40    |
| 2     | Gayanthika Abeyrathne | LKA  | 2:09,64    |
| 3     | Gomathi Marimuthu     | IND  | 2:10,99    |
| 4     | Sipra Sarkar          | IND  | 2:11,13    |
| 5     | Saraswati Bhattarai   | NEP  | 2:14,35    |
| 6     | Rabia Ashiq           | PAK  | 2:15,31    |
| 7     | Samabia Noreen        | PAK  | 2:21,16    |
| 8     | Sumi Aktar            | BAN  | 2:28,64    |

9. Februar

### 1500 m
| Platz | Athletin                | Land | Zeit (min) |
| ----- | ----------------------- | ---- | ---------- |
| 1     | P. U. Chitra            | IND  | 4:25,59    |
| 2     | Gayanthika Abeyrathne   | LKA  | 4:25,75    |
| 3     | U. K. Nilani Rathnayaka | LKA  | 4:26,70    |
| 4     | Sugandha Kumari         | IND  | 4:27,39    |
| 5     | Saraswati Bhattarai     | NEP  | 4:40,15    |

11. Februar

### 5000 m
| Platz | Athletin                | Land | Zeit (min)  |
| ----- | ----------------------- | ---- | ----------- |
| 1     | Suriya Loganathan       | IND  | 15:45,75 GR |
| 2     | Swati Gadhwe            | IND  | 16:14,57    |
| 3     | U. K. Nilani Rathnayaka | LKA  | 17:00,85    |
| 4     | Budha Bishwarupa        | NEP  | 18:57,24    |
| 5     | Rabia Ashiq             | PAK  | 20:17,65    |
| 6     | Sumi Aktar              | BAN  | 21:17,60    |

9. Februar

### 10.000 m
| Platz | Athletin             | Land | Zeit (min) |
| ----- | -------------------- | ---- | ---------- |
| 1     | Suriya Loganathan    | IND  | 32:39,86   |
| 2     | Swati Gadhwe         | IND  | 33:57,09   |
| 3     | S. Anusha Lamahewage | LKA  | 36:11,39   |
|       | Bhandari Puspa       | NEP  | DNF        |
|       | Bishwarupa Budha     | NEP  | DNF        |

11. Februar

### Marathon
| Platz | Athletin                   | Land | Zeit (h) |
| ----- | -------------------------- | ---- | -------- |
| 1     | Kavita Raut                | IND  | 2:38:38  |
| 2     | Niluka Geethani Rajasekara | LKA  | 2:50:47  |
| 3     | B. G. Lakmini Anuradhi     | LKA  | 2:52:15  |
| 4     | Jyothi Gawate              | IND  | 2:54:33  |
| 5     | Khadka Sworupa             | NEP  | 3:12:01  |
|       | Bhandari Puspa             | NEP  | DNF      |

12. Februar

### 100 m Hürden
| Platz | Athletin            | Land | Zeit (s) |
| ----- | ------------------- | ---- | -------- |
| 1     | Gayathri Govindaraj | IND  | 13,83    |
| 2     | K.V. Sajitha        | IND  | 14,26    |
| 3     | Ireshani Rajasinghe | LKA  | 14,37    |
| 4     | Lakshika Sugandhi   | LKA  | 14,61    |
| 5     | Jesmin Akter        | BAN  | 14,78    |
| 6     | Maria Maratab       | PAK  | 15,53    |
| 7     | Sumira Tayyba       | PAK  | 16,21    |

10. Februar
Wind: −0,1 m/s

### 400 m Hürden
| Platz | Athletin                | Land | Zeit (s) |
| ----- | ----------------------- | ---- | -------- |
| 1     | Jauna Murmu             | IND  | 57,69    |
| 2     | Ashwini Akkunji         | IND  | 58,92    |
| 3     | Kawshalya Madushani     | LKA  | 59,87    |
| 4     | Eranga Rashila Dulakshi | LKA  | 60,05    |
| 5     | Najma Parveen           | PAK  | 66,13    |

11. Februar

### 4 × 100 m Staffel
| Platz | Land        | Athletinnen                                                                       | Zeit (s) |
| ----- | ----------- | --------------------------------------------------------------------------------- | -------- |
| 1     | Sri Lanka   | Lakshika Sugandhi N.C.D. Priyadharshani M.A.A.S. Jayathilake Rumeshika Rathnayake | 45,50    |
| 2     | Indien      | Sini Sahadevan Himashree Roy Srabani Nanda Dutee Chand                            | 45,79    |
| 3     | Bangladesch |                                                                                   | 47,44    |
| 4     | Pakistan    |                                                                                   | 49,17    |
| 5     | Nepal       |                                                                                   | 49,65    |
| 6     | Malediven   |                                                                                   | 51,32    |

10. Februar

### 4 × 400 m Staffel
| Platz | Land        | Athletinnen                                                                     | Zeit (min) |
| ----- | ----------- | ------------------------------------------------------------------------------- | ---------- |
| 1     | Indien      | Jauna Murmu Sini Jose Ashwini Akkunji M. R. Poovamma                            | 3:35,44    |
| 2     | Sri Lanka   | Chandrika Rasnayake Nimali Liyanarachchi Upamalika Rathnakumari Omaya Muthumala | 3:38,89    |
| 3     | Bangladesch |                                                                                 | 3:53,27    |
| 4     | Pakistan    |                                                                                 | 3:53,63    |
| 5     | Nepal       |                                                                                 | 4:08,20    |
| 6     | Malediven   |                                                                                 | 4:18,11    |

11. Februar

### Hochsprung
| Platz | Athletin              | Land | Höhe (m) |
| ----- | --------------------- | ---- | -------- |
| 1     | Sahana Kumari         | IND  | 1,78     |
| 2     | Tharanga Vinodani     | LKA  | 1,75     |
| 2     | Swapna Barman         | IND  | 1,75     |
| 4     | Dulanjalee Ranasinghe | LKA  | 1,70     |
| 5     | Plaboni Haque         | BAN  | 1,60     |
| 5     | Sila Chaudhary        | NEP  | 1,55     |

10. Februar

### Weitsprung
| Platz | Athletin                 | Land | Weite (m) |
| ----- | ------------------------ | ---- | --------- |
| 1     | Mayookha Johny           | IND  | 6,43      |
| 2     | Shardha Ghule            | IND  | 6,19      |
| 3     | Sarangi Silva            | LKA  | 5,89      |
| 4     | N.C.D. Priyadharshani    | LKA  | 5,79      |
| 5     | Keshari Chaudhary        | NEP  | 5,14      |
| 6     | Krishna Kumari Chaudhary | NEP  | 4,95      |

9. Februar

### Dreisprung
| Platz | Athletin           | Land | Weite (m) |
| ----- | ------------------ | ---- | --------- |
| 1     | Mayookha Johny     | IND  | 13,85 GR  |
| 2     | Vidusha Lakshani   | LKA  | 13,18     |
| 3     | Maliakhal Prajusha | IND  | 12,95     |
| 4     | Hashini Prabodha   | LKA  | 12,69     |
| 5     | Keshari Chaudhary  | NEP  | 11,99     |
| 6     | Maria Maratab      | PAK  | 11,68     |
| 7     | Sila Chaudhary     | NEP  | 11,53     |

10. Februar

### Kugelstoßen
| Platz | Athletin             | Land | Weite (m) |
| ----- | -------------------- | ---- | --------- |
| 1     | Manpreet Kaur Sr     | IND  | 17,94 GR  |
| 2     | Manpreet Kaur Jr     | IND  | 15,94     |
| 3     | Kumudumali Fernando  | LKA  | 14,87     |
| 4     | Chandra Kala Lamgade | NEP  | 11,03     |

9. Februar

### Speerwurf
| Platz | Athletin             | Land | Weite (m) |
| ----- | -------------------- | ---- | --------- |
| 1     | Suman Devi           | IND  | 59,45     |
| 2     | Annu Rani            | IND  | 57,13     |
| 3     | Nadeeka Lakmali      | LKA  | 54,82     |
| 4     | Sanjana Choudchary   | IND  | 47,63     |
| 5     | Dilhani Lekamge      | LKA  | 52,17     |
| 6     | Chandra Kala Lamgade | NEP  | 40,35     |

11. Februar

## Abkürzungen
| - WR = Weltrekord - WJR = Juniorenweltrekord - OR = olympischer Rekord - YOR = olympischer Jugendrekord - AR = Kontinentalrekord - AJR = Juniorenkontinentalrekord - NR = nationaler Rekord - NJR = nationaler Juniorenrekord - CR = Meisterschaftsrekord - MR = Veranstaltungsrekord | - WB = Weltbestleistung - WJB = Juniorenweltbestleistung - WYB = Jugendweltbestleistung - AB = Kontinentbestleistung - AJB = Juniorenkontinentalbestleistung - AYB = Jugendkontinentalbestleistung - NB = nationale Bestleistung - NJR = nationale Juniorenbestleistung - NYB = nationale Jugendbestleistung | - PB = persönliche Bestleistung - SB = persönliche Saisonbestleistung - QB = Qualifikationsbestleistung - WL = Weltjahresbestleistung - WJL = Juniorenweltjahresbestleistung - WYL = Jugendweltjahresbestleistung - DSQ = disqualifiziert (engl. Disqualified) - DNS = Wettkampf nicht angetreten (engl. Did Not Start) - DNF = Wettkampf nicht beendet (engl. Did Not Finish) |